# Brooke Langton
Pour les articles homonymes, voir Langton.
Brooke Langton est une actrice américaine née le 27 novembre 1970.

## Biographie
Brooke Langton est née aux états unis Son père, Jackson Langton, était géologue; sa mère, infirmière assistante en chirurgie. Son grand-père maternel, Stephen Cummings, était pilote de bombardier durant la Seconde Guerre mondiale; sa tante Sally Spalding était superviseuse de scénarios. 
Brooke Langton a été élevée dans l'Illinois et au Texas. Elle a fréquenté des lycées dans ces deux États, puis est allée à l'Université d'État de San Diego, Californie. Elle fut mannequin, principalement au Japon, avant de se lancer dans sa carrière d'actrice.
A la télévision, elle joue le rôle de Samantha Reilly dans les saisons 5 et 6 dans la série Melrose Place.
Elle tient le rôle principal d'Angela Bennett dans la série Traque sur Internet, adaptée du film Traque sur Internet.
Elle a fait également des apparitions dans les séries : Sliders: Les Mondes Parallèles, Monk, Bones et Mentalist.
Au cinéma, elle joue aux cotés de Keanu Reeves et Gene Hackman dans le film Les Remplaçants. 
Elle participe également aux films : Swingers, Le Temps d'un orage, Embrassez la mariée ! et Primeval.

## Filmographie
- 1992 : Alerte à Malibu (Baywatch: River of No Return) (TV) : Tanya
- 1994 : Terminal Velocity de Deran Sarafian : Jump Junkie
- 1994 : Une inconnue dans la maison (Moment of Truth: A Mother's Deception) (TV) : Kim McGill
- 1995 : Beach House : Caitlin
- 1995 : Passion criminelle (Moment of Truth: Eye of the Stalker) (TV) : Elizabeth « Beth » Knowlton
- 1995 : Extrême ("Extreme") (TV) : Sarah Bowen
- 1996 : Young Indiana Jones: Travels with Father (TV) : Rebecca Donelly
- 1996 : Sliders: Les Mondes Parallèles (Saison 2, Episode 13) (série télévisée) : Daelin Richards
- 1996 : Swingers : Nikki
- 1996 : Listen : Sarah Ross
- 1997 : The Small Hours
- 1997 : Mixed Signals : Judy
- 1996-1998: Melrose Place (saisons 5 et 6 ) : Samantha Railey
- 1998 : Le Temps d'un orage (Reach the Rock) : Lise
- 1998-1999 : Traque sur Internet (série télévisée) : Angela Bennett
- 2000 : Playing Mona Lisa : Sabrina
- 2000 : Les Remplaçants (The Replacements) : Annabelle Farrell
- 2002 : Embrassez la mariée ! (Kiss the Bride) : Nicoletta 'Niki' Sposato
- 2003 : The Break (TV)
- 2005 : Partner(s) : Lucy
- 2006 : La Revanche des losers (The Benchwarmers) : Kathy Dobson
- 2006 : Monk (Saison 4, Episode 15) (série télévisée) : Terri
- 2006 : Le Bonheur oublié (en) (Beautiful Dreamer) : Claire
- 2006- 2011 : Friday Night Lights (saison 1 à 4) : Jackie Miller
- 2007 : Life : Constance Griffiths (série télévisée)
- 2007 : Primeval : Aviva Masters
- 2009 : The Closer : détective Ally Moore
- 2012 : Chilly, le chien catastrophe (Chilly Christmas) : Mel Stone
- 2012 : Mentalist (Saison 5 épisode 6) : Pella Goodwin
- 2013 : Bones (Saison 8 épisode 15) : Christine Brennan
- 2014 : La Légende de l'or perdu (K-9 Adventures: Legend of the Lost Gold) (TV) : Courtney Lewis
- 2015 : Zone d'Impact : Terre (Impact Earth) : Stella Harrison
- 2015 : Une enfance volée : Laura Paddington